# Takeshi Ōno (Fußballspieler, 1944)
Takeshi Ōno (jap. 大野 毅, Ōno Takeshi; * 22. November 1944) ist ein ehemaliger japanischer Fußballspieler.

## Nationalmannschaft
1965 debütierte Ono für die japanische Fußballnationalmannschaft. Ono bestritt drei Länderspiele.

## Erfolge
- Japan Soccer League: 1967, 1968, 1970
- Kaiserpokal: 1963, 1966, 1967, 1969